# Evert Hoedemaker
Evert Hoedemaker (14 juni 1896 -  25 juni 1988) was een zeeman uit Amsterdam. Zijn bijnaam was "Red Flag Eddy".
Hij kan beschreven worden als avonturier en zeeman, maar ook:
- Koopvaardijmatroos in de Eerste Wereldoorlog.
- Hij was vakbondsactivist in de Verenigde Staten.
- Als taxichauffeur in Amsterdam richtte hij de Algemene Taxi Onderneming op.
- Sigarenwinkelier.
- Hij overleefde een concentratiekamp in de Tweede Wereldoorlog.

Enkele jaren voor zijn overlijden heeft hij op verzoek van zijn zoon Evert (junior) zijn levensverhaal op een bandrecorder ingesproken. Daarmee heeft de VPRO in 2000 en 2003 een radiodocumentaire getiteld "Een monument voor mijn vader" uitgezonden in het programma OVT (Onvoltooid Verleden Tijd). Hans Olink (hoofdredacteur van het VPRO programma OVT) schreef een boek over hem: "Red Flag Eddy, Een schelmenleven".
Als afsluiting van zijn ingesproken levensverhaal spreekt Evert Hoedemaker met ontroerde stem het volgende in: "Ik heb dit allemaal verteld, maar ik ga het nooit meer doen, want ik heb het gevoel dat ik dat niet meer zou kunnen. Ik dank u allen die hiernaar willen luisteren, en ik wens allen het allerbeste. Tot ziens."

## Nasleep
Hoedemaker sr. overleed op eigen verzoek door een overdosis van Ludiomil. Dit middel werd door de huisarts aan Evert jr. verstrekt die het toediende aan zijn vader. Aangezien dit als poging tot moord werd beschouwd volgden rechtzaken. Evert jr. wordt later vrijgesproken wegens gebrek aan bewijs, echter was voor hem de nasleep van het overlijden van zijn een vader een lijdensweg.

## Bron
- Evert Hoedemakers, geluidsfragmenten en boek Red Flag Eddy (VPRO Geschiedenis)

1. ↑  Vijftien jaar durend bizar gevecht over een lijk, Algemeen Dagblad 25-09-2003 (Delpher geraadpleegd 9 april 2025)